# Теоклит Фармакидис
Теоклит Фармакидис (на гръцки: Θεόκλητος Φαρμακίδης) със светско име Теохарис Фармакидис (на гръцки: Θεοχάρης Φαρμακίδης) е виден представител на Гръцкото просвещение, теолог и духовен деятел, издател и журналист, участник в Гръцката война за независимост. Издател на първия вестник в Гърция и един от инициаторите за създаването на църква на Гърция, независима от Вселенската патриаршия. Писател близък до Теофилос Каирис. 
Учи в Лариса, Константинопол, Айвалък и Яш. Продължава образованието си в Букурещ и Виена. Научава латински, френски и немски, като превежда на гръцки четиритомната енциклопедия на Якобс. През 1819 г. става член на Филики Етерия, след което продължава учението си в Гьотинген. 
От 5 юли 1823 г. е преподавател в Йонийската академия. Привърженик на Александро Маврокордато и член на така наречената английска партия. За разлика от повечето си сънародници не споделя идеите на най-популярната руска партия и в този смисъл става върл противник на руската политика за сближение между църквата на Гърция и Фенер. След излизането на известния томос от 29 юни 1850 година, Фармакидис като професор по богословие и архимандрит застава начело на протеста срещу фанариотите. 
Намирайки условията на томоса за антиканонични и ограничаващи свободата излиза със свой Антитомос (Αντιτόμος) със заглавие „Синодален томос или за истината“ („Ο Συνοδικός Τόμος ή περί αληθείας“) (23 април 1852 г.).